# Pop Smoke
Bashar Barakah Jackson (født 20. juli 1999, død 19. februar 2020), bedre kendt under kunstnernavnet Pop Smoke, var en amerikansk rapper.

## Karriere
Pop Smoke begyndte først at rappe i 2018, og i april 2019 udgav han singlen "Welcome to the Party", som gik viralt, og på bare få dage gik han fra at være ukendt til at få mainstream opmærksomhed, da flere etablerede rappere som Nicki Minaj og Skepta remixede sangen. Han udgav i juli samme år sin første mixtape Meet the Woo, som blev en stor succes. Han udgav sin anden mixtape, Meet the Woo 2, i februar 2020, bare få dage før sin død.
Efter Pop Smokes død er to album blevet udgivet posthumt; Shoot for the Stars, Aim for the Moon i 2020 og Faith i 2021.

## Privat
Jackson blev født i New York City. Hans mor var fra Jamaica og hans far fra Panama.

### Mord
Jackson blev dræbt den 19. februar 2020 imens han boede i en Airbnb i Los Angeles med sin kæreste, da en gruppe på fire mænd brød ind i huset i løbet af natten, og skød ham under en konfrontation. Politiet havde oprindeligt undersøgt om mordet var banderelateret, men det blev senere bedømt, at det var et røveri som var gået for vidt.

## Diskografi
Studiealbum
- Shoot for the Stars, Aim for the Moon (2020)
- Faith (2021)